# Connector banana

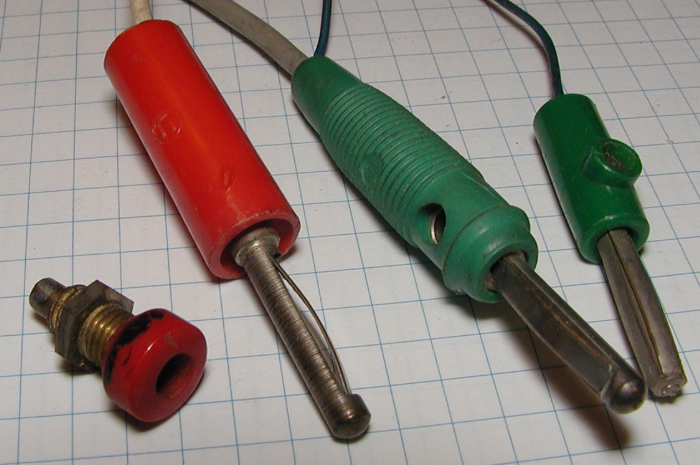

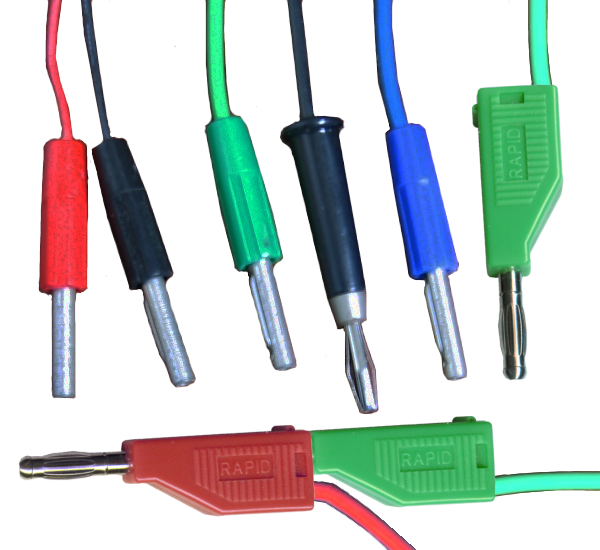
Diversos endolls banana de laboratori de 4 mm.

Un connector banana és un connector elèctric d'un cable (un conductor) que s'utilitza per unir cables a l'equip. El terme connector de 4 mm també s'utilitza, especialment a Europa, encara que no tots els connectors banana s'uneixen amb peces de 4 mm, i existeixen connectors banana de 2 mm. Existeixen diversos estils de connectors banana, tots ells basats en el concepte de metall de moll aplicant força exterior cap a la presa cilíndrica no apressada per produir un ajust perfecte amb bona conductivitat elèctrica. Els tipus comuns inclouen: un pin sòlid dividit longitudinalment i estirat lleugerament, una punta de quatre molls de fulles, un cilindre amb un sol moll de fulles d'un costat, un feix de filferro rígid, un pin central envoltat d'un cilindre de tall múltiple amb un centre molla o molla de molla simple enrotllada en un cilindre gairebé complet. Els endolls s'utilitzen amb freqüència per posar fi als cables de connexió per a equips de prova electrònics, mentre que els endolls de plàtan envasats són comuns en els cables de sonda multimètrica.

## Història
Dues entitats reclamen la invenció del connector. L'empresa Hirschmann afirma que la va inventar Richard Hirschmann el 1924. Es reclama una competència a General Radio Company, que afirmava que "1924: GenRad va desenvolupar connectors banana - substitueix els endolls de pin, aquesta tecnologia de connector carregada en molla ..." i que va ser "introduït en aquest país [els EUA] per GR el 1924 ".
El 1929 Richard Hirschmann va garantir una patent per a un connector banana millorat. La patent descriu un tap de plàtan que consta de dues parts només. No és necessari un petit cargol per subjectar el filferro al seu lloc, com en els Bananensteckern (taps de plàtan) convencionals, es presenta com a avantatge de la invenció.

## Disseny

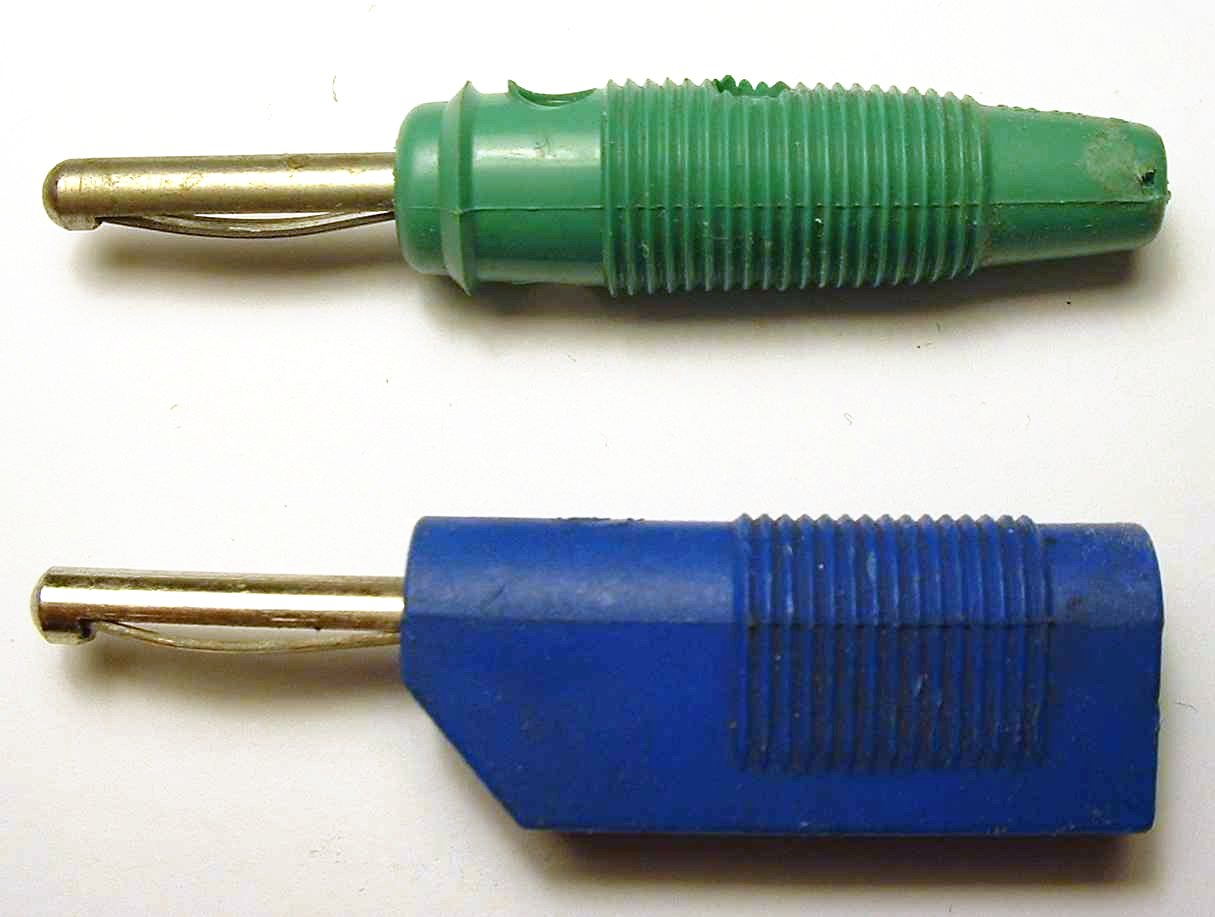
Banana plugs with the curved spring visible

L'endoll original consisteix en un passador de metall cilíndric d'uns 20 mil·límetres (3⁄₄ de polzada) de llarg. Aquest llarg de pins encara és comú a Europa i altres parts del món. Tot i això, han aparegut altres mides, com ara 15 mil·límetres (⁵⁄₈ polzades) que es poden trobar als EUA. Menys freqüents són altres longituds entre 11 mil·límetres i 3 mil·límetres.
El diàmetre del passador és nominalment de 4 mil·límetres (3⁄16 polzades). El passador té un o més ressorts longitudinals que brollen lleugerament cap a fora, donant l'aspecte d'una banana. Tenint en compte les molles, el diàmetre real d'un endoll de plàtan és generalment una mica més gran de 4 mm quan no s'enganxa. Quan s'introdueixen en una presa de 4 mm a joc, els ressorts pressionen contra els costats de la presa, millorant el contacte elèctric i evitant el passador de caure. L'altre extrem del connector té un connector de malla al qual es pot connectar una longitud de filferro d'equips aïllats flexibles, que es cargola, es solda o es retola al seu lloc. En els taps de plàtan per a ús de laboratori, se sol col·locar una coberta de plàstic aïllant sobre aquest extrem posterior del connector, mentre que els taps de plàtan per a connexions d'altaveus solen utilitzar cossos de metall no aïllats.
L'extrem posterior d'un endoll de 4 mm té sovint un forat de 4 mm al seu interior, de manera transversal o axial, o ambdues, per acceptar el passador d'un altre tap de 4 mm. Aquest tipus s'anomena endollable apilable o apilable.
Per a l'ús d'alta tensió, s'utilitzen versions revestides del connector i de la presa de plàtan. Aquests afegeixen una beina aïllant al voltant dels connectors masculins i femenins per evitar un contacte accidental. El tap masculí recobert no funcionarà amb una presa femenina no calentada, però un endoll mascle no calent s'adaptarà a una presa femenina revestida.
Els endolls i les preses individuals de plàtan són generalment vermells i negres codificats per colors, però estan disponibles en una gran varietat de colors. Els taps de plàtan doble són sovint negres amb alguna característica física com ara una cresta modelada o una pestanya gruixuda, marcada amb "Gnd" que indica la polaritat relativa dels dos taps.
A més de connectar-se a preses específiques de plàtan, els endolls de plàtan poden connectar-se a publicacions vinculants "de cinc vies" o "universals" en equips d'àudio.

## Taps derivats

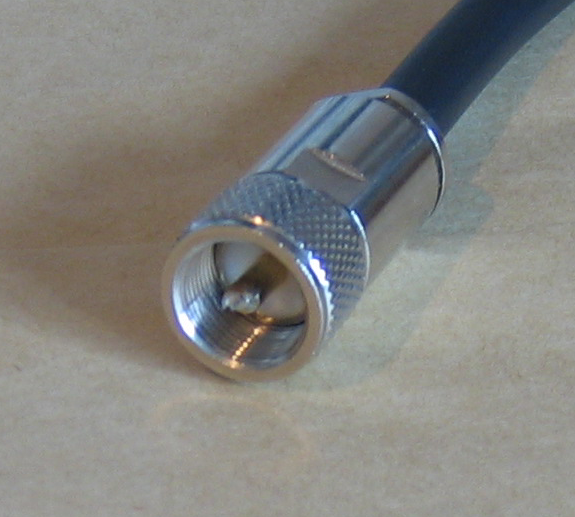
Plug PL-259 (mascle). El tap intern és un tap de plàtan, sense les escletxes laterals.

El connector PL-259 s'utilitza àmpliament com a connector de cable HF; és una forma blindada d'un tap de plàtan de 4 mm.

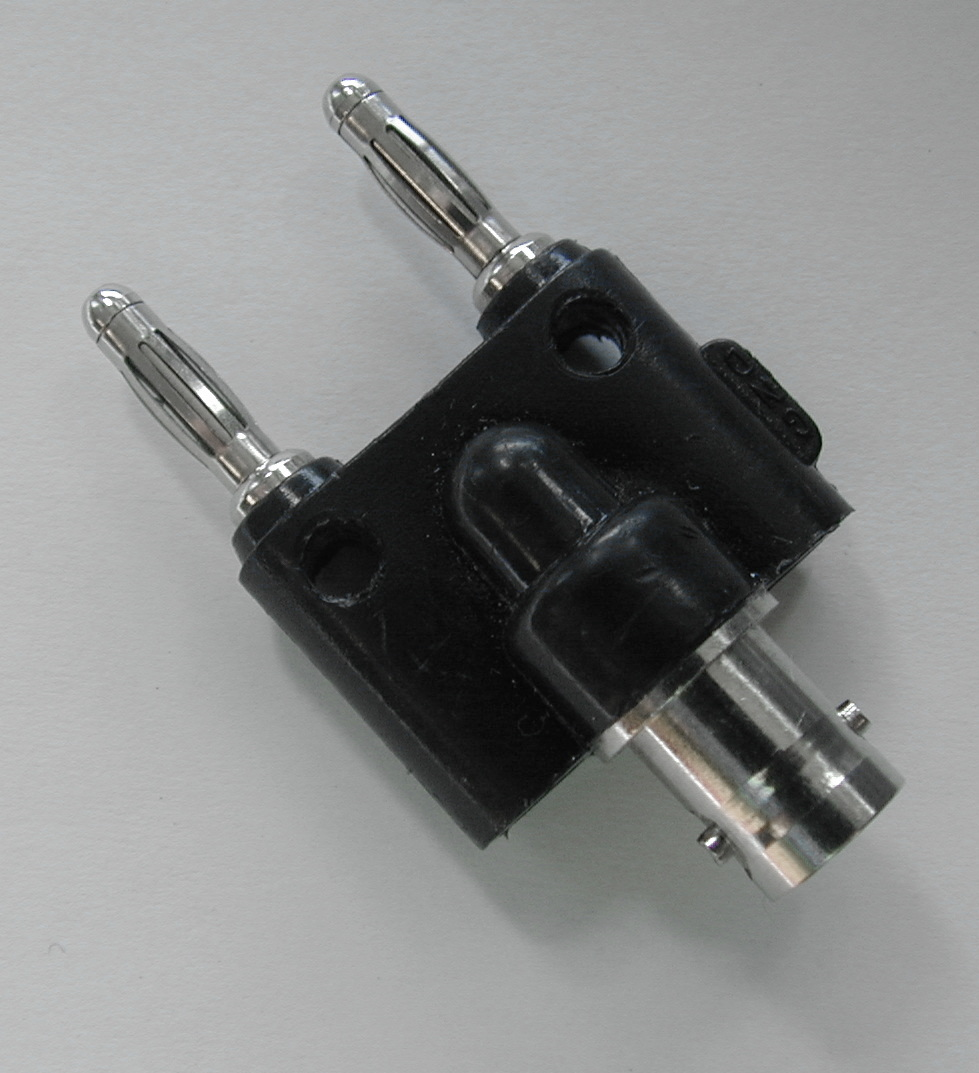
Adaptador entire una femella de connector BNC i un parell de connectors banana.

Una sèrie de taps d'ús àmpliament es basen en combinar dos o més taps de plàtan en una carcassa de plàstic comuna i altres funcions per facilitar-ne l'ús i evitar la inserció accidental en altres taps. Molts d'aquests taps es deriven del tap "doble plàtan" que consisteix simplement en dos taps de plàtan entre uns 19 mm de distància separats (mesurats del centre al centre de cada presa individual). L'espai entre 3⁄₄ polzades es va originar en els equips de prova de la General Radio durant els anys vint, i el seu tipus dual-plug 274-M és un exemple notable d'aquesta època.
La carcassa pot permetre la connexió de cables individuals, un cable coaxial connectat permanentment que proporciona tant senyal com a terra, o un connector coaxial com el connector BNC que es mostra a la foto. Convencionalment, la pestanya situada en un costat del tap de banana doble denota el terra, la closca o el costat negatiu (de referència) del connector.